# Palisade (Saskatchewan)
Palisade est une communauté non incorporée située dans la municipalité rurale de Reno No 51 en Saskatchewan au Canada. En fait, il s'agit d'un village fantôme. Il est situé à environ 40 km à l'ouest du village d'Eastend.